# 중앙유럽 요리

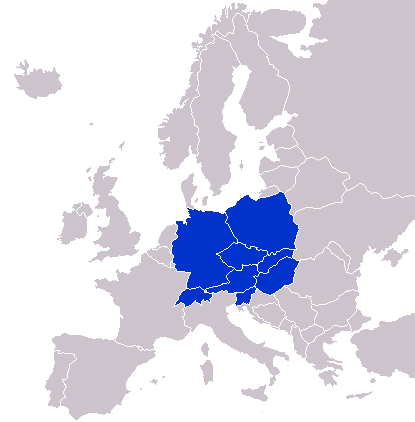
중앙유럽

중앙유럽 요리(中央Europe 料理)는 유럽 요리의 한 갈래로, 중앙유럽 지역의 요리들을 포함한다.

## 분류
중앙유럽 요리에 속하는 요리는 다음과 같다.
- 독일 요리
- 리히텐슈타인 요리
- 스위스 요리
- 슬로바키아 요리
- 슬로베니아 요리
- 오스트리아 요리
- 체코 요리
- 폴란드 요리
- 헝가리 요리

## 같이 보기
- 남유럽 요리
- 동유럽 요리
- 북유럽 요리
- 서유럽 요리